# Joseph von Quarin

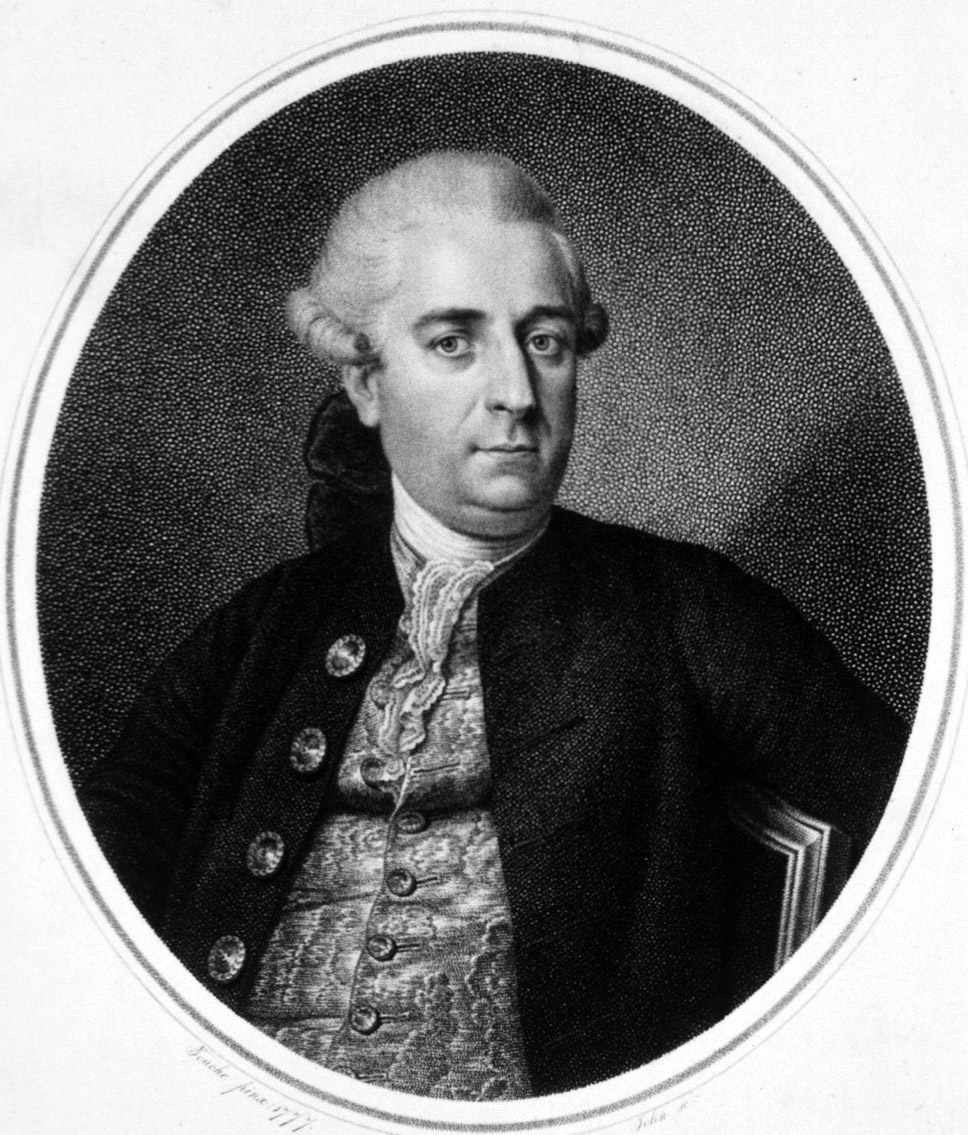
Joseph von Quarin

Joseph Freiherr von Quarin (* 19. November 1733 in Wien; † 19. März 1814 ebenda) war ein österreichischer Arzt.
Quarin wurde als Sohn des Arztes Peter Quarin geboren und promovierte bereits im Alter von 15 Jahren zum Dr. phil. Er studierte danach Medizin an der Universität Freiburg und schloss 1751 sein Zweitstudium mit dem für seine entomologische Arbeit über Insekten erhaltenen akademischen Grad Dr. med. ab. Nach seiner Rückkehr nach Wien war Quarin gezwungen, mehrere Prüfungen erneut abzulegen, um als Arzt praktizieren zu können. Gerard van Swieten ermunterte Quarin in der Folge auch den Lehrberuf zu ergreifen, woraufhin Quarin ab 1754 Vorlesungen hielt. Zunächst lehrte Quarin Anatomie, später auch Arzneimittellehre und war als Primararzt an der Klinik im Krankenhaus der Barmherzigen Brüder. Es folgte 1758 die Ernennung zum k. k. Rath, danach auch zum Regierungs- und Sanitätsrat. Als weitere Funktion bekleidete Quarin das Amt des Referenten für das Sanitätswesen an der niederösterreichischen Landesstelle. Nachdem Maria Theresia ihn 1777 zur Betreuung ihres Sohnes Erzherzogs Ferdinand Karl nach Mailand gesendet hatte, machte sie ihn zum Leibarzt des Herrscherhauses. Er übte diese Funktion auch unter Joseph II. aus und wurde von ihm 1784  mit der Oberdirektion des Allgemeinen Krankenhauses betraut, die er 1791 wieder zurücklegte. 1790 wurde Quarin von Joseph II. kurz vor seinem Tod in den Freiherrenstand erhoben und in der Folge auch von Leopold II. und Kaiser Franz zum Leibarzt ernannt. An der medizinischen Hochschule wurde er sechs Mal zum Rektor gewählt. Zu seinen größten Leistungen zählte der Ausbau des Allgemeinen Krankenhauses und die Errichtung des davon räumlich getrennten Wiener Findelhauses. 
Nach Joseph von Quarin wurde die Quaringasse in Wien-Favoriten und der dort befindliche Quarinhof benannt.

## Schriften
- Josephi Quarin Tentamina de Cicuta. Trattner, Vindobonae 1761 (Digitalisierte Ausgabe der Universitäts- und Landesbibliothek Düsseldorf)
- Methodus medendarum febrium, 1772
- Betrachtungen über die Hospitäler Wiens, 1784
- Animadversiones practicae in diversos morbos, Wien 1786
- Neues Quarinisches Dispensatorium : zum Gebrauche der Spitäler und anderer milden Anstalten für arme Kranke ; nebst der beigef. Taxe für die Arzneimittel. de Paula Merr, Innsbruck 1790 Digitalisierte Ausgabe der Universitäts- und Landesbibliothek Düsseldorf